# Efthymios Nicolaidis
Efthymios Nicolaidis (né en 1954) est un historien des sciences de nationalité hellénique. Il est directeur de recherche à l'Institut de recherche historique de la Fondation Nationale de Recherche Hellénique.

## Carrière
Il a obtenu le baccalauréat en France, étudié la physique à l'Université Paris XI-Orsay et l'histoire des sciences à l'École des Hautes Études en Sciences Sociales de Paris sous la direction de René Taton.
Collaborateur de l'Observatoire National d'Athènes (1979-1984), il a rejoint le Programme d'histoire des sciences de la Fondation Nationale de Recherche Hellénique en 1984. Depuis 2003, il est le directeur de ce programme. Président (2013 - 2017) et Secrétaire général (2005-2009 et 2009-2013) de l'Union Internationale d'Histoire et de Philosophie des Sciences et des Technologies / Division d'histoire des sciences et des technologies, Secrétaire permanent (2017-) de l'Académie internationale d'histoire des sciences. Coéditeur d'Almagest et de la Newsletter for the History of Science in Southeastern Europe. Coordοnnateur des programmes Hephaestus (U.E., FP7, Capacités), NARSES (U.E., National Strategic Reference Framework NSRF), DACALBO (U.E., National Strategic Reference Framework NSRF) et SOW (Science and Orthodoxy around the World).

## Travaux
Ses recherches se sont concentrées principalement sur trois axes : a) l'histoire de la science à Byzance, dans l'Empire ottoman et dans l'État grec, b) la diffusion de la science européenne moderne, et c) l'histoire des relations Science - Religion. Partant de l'histoire de l'astronomie aux XIXe et XXe siècles, il poursuit en étudiant les mécanismes de transmission de la science européenne vers la périphérie et en se penchant sur l'histoire des sciences en Europe du Sud-Est du XVIe   au   XXe siècle. 
Au cours de la dernière décennie, il s'est intéressé au développement des relations entre la science et la religion en se concentrant sur l'histoire de la science à Byzance et sur l'histoire des relations entre le christianisme oriental et la science. Son travail consiste à reconstruire le lien entre la tradition gréco-romaine dans la pensée scientifique et le christianisme oriental jusqu'aux temps modernes. La possibilité du dialogue entre le christianisme orthodoxe et les sciences modernes est examinée dans ces recherches actuelles. Cet examen traverse les frontières ethniques afin de définir les points en commun et les différences soulevées par un tel dialogue.

## Sélection de publications
- E. Nicolaïdis, Le développement de l'astronomie en U.R.S.S., 1917-1935, éd. de l'Observatoire de Paris, Paris, 1984, 251 p.
- M. Blay & E. Nicolaïdis, (sous la direction de), L’Europe des sciences : constitution d’un espace scientifique, éd. Seuil, Paris, 2001, 440 p. Traduit en chinois par Gao Yu, series Progress, Course of Western Civilization, China’s People University Press, Beijing, 2007. Traduit en grec par Eleftheria Zei, Cultural Foundation of the National Bank of Greece, Athènes, 2015.
- N. Golvers & E. Nicolaidis, Ferdinand Verbiest and Jesuit Science in 17th century China. An annotated edition and translation of the Constantinople manuscript (1676), Institute of Neohellenic Research, NHRF and Ferdinand Verbiest Institute, KUL, Athens-Leuven, 2009, 384 p.
- E. Nicolaidis, Science and Eastern Orthodoxy. From the Greek Fathers to the age of globalization, Baltimore: Johns Hopkins University Press, 2011. Traduit en français aux Éditions Garnier. Traduit en grec par Propombos publishers.
- E. Nicolaïdis, « Les livres qui ont introduit les sciences dans le monde grec au siècle des Lumières », Revue d'Histoire des Sciences, v. XL, No 3/4, 1987, p. 367-376.
- E. Nicolaïdis, « The Spread of New Science to Southeastern Europe: During or before the Greek Enlightenment? », in Celina Lertora Mendoza, Efthymios Nicolaïdis, Jan Vandersmissen (eds), The Spread of the Scientific Revolution in the European Periphery, Latin America and East Asia, Proceedings of the XXth International Congress of History of Science, Vol. V, ed. Brepols, Turnhout, Belgium, 1999, p. 33-45.
- E. Nicolaïdis, « Was the Greek Enlightenment a Vehicle for the Ideas of the Scientific Revolution ? » Balkan Studies, v. 40, n. 1, 1999, p. 7-19.
- E. Nicolaidis, « Byzance et les sciences perse, latine et juive (14e-15e s.) » , in V. Jullien, E. Nicolaidis and M. Blay (eds), Europe et sciences modernes. Histoire d’un engendrement mutuel, Peter Lang, 2012, p. 83-104.
- E. Nicolaidis, « Creationism in Greece », in Stefaan Blanke, Hans Henrik Hjermitslev, Peter C. Kjaergaard, (eds), Creationism in Europe, Baltimore: Johns Hopkins University Press,  2014, p. 144-161
- E. Nicolaidis, « Western influences on Greek scholars: the scientific education of Greek Orthodox during the 17th century », in Yiftach Fehige (ed), Science and religion : East-West, Science and Technology Studies series, Routledge, 2016, p. 214-226.
- E. Nicolaidis, Eudoxie Delli, Nikolaos Livanos, Kostas Tampakis, and George Vlahakis, ”Science and Orthodox Christianity: an overview”, Isis, vol. 107, no 3, 2016, p. 542-566.